# Miguel Mijáilovich Románov

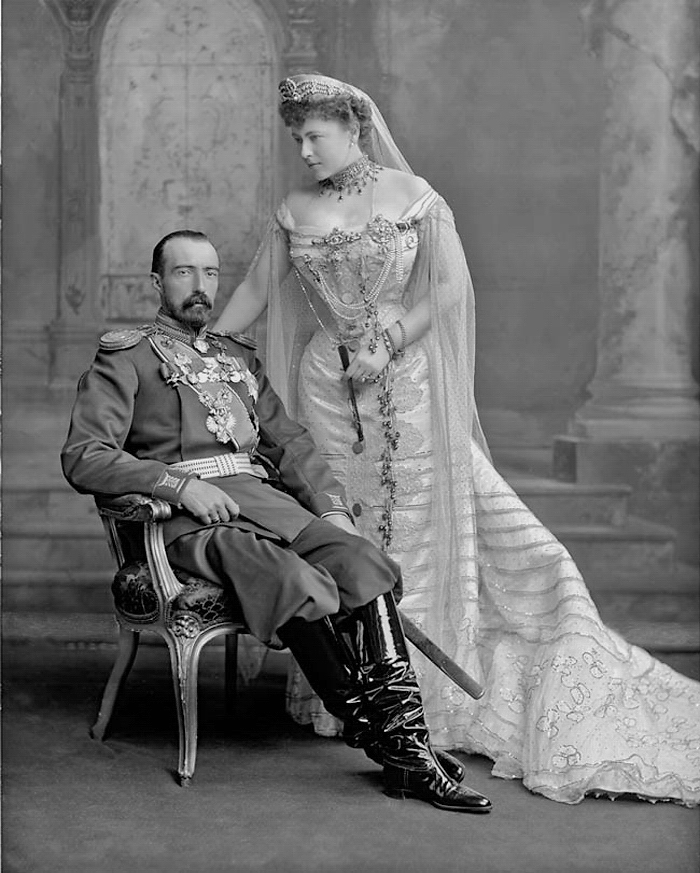
El gran príncipe Miguel Mijáilovich con su esposa, Sofía de Torby, en 1903.

Miguel Mijáilovich de Rusia (en ruso: Михаил Михайлович; Peterhof, 4 de octubre de 1861-Londres, 26 de abril de 1929) fue gran príncipe de Rusia, hijo del gran príncipe Miguel Nikoláyevich de Rusia y nieto del emperador Nicolás I de Rusia.
Se crio en el Cáucaso, donde vivió entre 1862 y 1881 con su familia, y fue educado por tutores privados. Como la tradición Románov lo exigía, siguió la carrera militar. Sirvió en la guerra ruso-turca de 1877, se convirtió en coronel y fue ayudante en la corte imperial. En 1891, contrajo matrimonio morganático con la condesa Sofía de Merenberg, una hija morganática del príncipe Nicolás Guillermo de Nassau y nieta del poeta ruso Aleksandr Pushkin. Por contraer este matrimonio sin permiso, el emperador Alejandro III de Rusia, lo despojó de sus títulos militares y desterró a la pareja de Rusia.
Durante algunos años vivió en Wiesbaden, Nassau y en Cannes. Se instaló definitivamente en Inglaterra en 1900, arrendando Keele Hall en Staffordshire y luego Kenwood House, en las afueras de Londres. Se convirtió en un miembro destacado de la sociedad británica, una de sus hijas se casó con un aristócrata británico y otra contrajo matrimonio con un bisnieto de la reina Victoria. Perdió su fortuna con la caída de la monarquía rusa en 1918. Tres de sus hermanos fueron asesinados por los bolcheviques, pero él se escapó de la Revolución rusa, porque vivía en el extranjero. Pasó sus últimos años viviendo en circunstancias reducidas con la ayuda financiera de su yerno, Sir Harold Augusto Wernher.

## Primeros años
Nació en el palacio Peterhof en las afueras de San Petersburgo el 4 de octubre de 1861, el tercer hijo y segundo varón de los siete hijos del gran duque Miguel Nikoláyevich de Rusia y su esposa, la gran duquesa Olga Feodorovna (nacida princesa Cecilia de Baden). Conocido en la familia como Miche-Miche, tenía un año de edad cuando, en 1862, la familia se trasladó a Tiflis, Georgia, con motivo del nombramiento de su padre como virrey del Cáucaso. El gran duque Miguel pasó su juventud en el Cáucaso, donde su familia vivió durante veinte años. Tuvo una educación espartana que incluía dormir en catres del ejército y tomar baños fríos. Fue educado en casa por profesores particulares y la relación con sus padres fue problemática. Su padre, ocupado en los esfuerzos militares y gubernamentales, se mantuvo como una figura distante. Su madre observaba una estricta disciplina familiar y fue la figura dominante de la familia y no mostraba afecto hacia sus hijos. Fue una decepción para su madre, que lo comparaba desfavorablemente con su más inteligente hermano mayor, el gran duque Nicolás. Miguel fue considerado como el menos dotado de los siete hijos y su madre se refería a él como "estúpido".
Durante los años en el Cáucaso, el gran duque destacó en la equitación y comenzó su carrera militar. En su juventud, sirvió en la guerra ruso-turca y se convirtió en coronel. Le encantaba la vida militar y sirvió en el Regimiento (Cazadores) de los guardias Egersky. En 1882, cuando el gran duque Miguel tenía veinte años, regresó con su familia a San Petersburgo con ocasión del nombramiento de su padre como presidente del Consejo de Ministros. Miguel era superficial y no especialmente brillante, pero era alto y guapo. Se hizo popular en el circuito social de la capital, pasando gran parte de su tiempo en interminables fiestas, bailes y juegos de azar. El zar Alejandro III se refirió a él como un "tonto".

## Matrimonio
El gran duque Miguel vivía en el palacio del Gran duque Miguel de San Petersburgo con sus padres, pero tenía la intención de casarse pronto, y para albergar a su esperada familia, ordenó la construcción de una gran residencia en la capital imperial. El palacio fue construido entre 1885 y 1891. Fue diseñado por el arquitecto Maximiliano Messmacher en estilo neo-renacentista, con su entrada principal en el terraplén Almirantazgo 8. El edificio fue innovador para el final del siglo XIX, con tuberías de gas, electricidad y teléfono. Sin embargo, el gran duque no estaba destinado a vivir allí. Cuando el palacio fue terminado, el gran duque Miguel se había ido de Rusia al exilio.
En la primavera de 1886, el gran duque se encontraba en Londres en busca de una esposa. Hizo gestiones infructuosas para la mano de la princesa María de Teck. Mientras que la abuela de María, Augusta de Hesse-Kassel, duquesa de Cambridge, se mostró a favor del matrimonio, tanto el duque Jorge de Cambridge y el padre de María, el duque Francisco de Teck, estaban en contra de él, considerando que los Románov eran "notoriamente malos maridos".
El mismo año, el gran duque Miguel propuso matrimonio a la princesa Irene de Hesse-Darmstadt. Enamorada de su primo hermano, el príncipe Enrique de Prusia, ella lo rechazó. En 1887 se propuso a la princesa Luisa, la hija mayor del príncipe de Gales. Admitió a Luisa que él nunca podría amarla y fue rechazado por tercera vez.
Después de eso, trató de casarse dentro de la nobleza rusa, lo que provocó enfrentamientos con sus padres. En 1888, tuvo un romance con la princesa Walewski. Más tarde, él se enamoró de la condesa Catalina Nikolaevna Ignatieva (1869-1914), la hija del exministro del Interior, Nikolái Ignátiev. Trató de obtener el permiso para casarse con ella y fue con su padre a hablar con el zar Alejandro III. Sin embargo, su madre y la emperatriz María Fiódorovna Románova hicieron imposible que se casara con Catalina. Olga Feodorovna se opuso al matrimonio desigual con vehemencia. "Él tan abiertamente me ha provocado", escribió de su hijo, mencionando su "falta de respeto, afecto y atención". Para romper la relación, los padres decidieron enviarlo al extranjero.
Mientras que estuvo en Niza en 1891, el gran duque Miguel se enamoró de la condesa Sofía de Merenberg, hija del príncipe Nicolás Guillermo de Nassau y su esposa morganática, nacida Natalia Aleksándrovna Púshkina, un miembro menor de la nobleza rusa. El abuelo materno de Sofía fue el famoso poeta y autor Aleksandr Pushkin, y a través de él, tenía ascendencia africana negra como un descendiente directo del protegido de Pedro el Grande, Abram Gannibal. El gran duque conoció a Sofía cuando él la salvó de un caballo que se había escapado con ella. No se molestó en pedir el permiso necesario para el matrimonio al zar o sus padres, porque sabía que no se le concedería. Se casaron en San Remo el 26 de febrero de 1891.
El matrimonio no solo era morganático sino también ilegal bajo las leyes de la Casa Imperial y causó un gran escándalo en la corte rusa, a pesar de la dinástica ascendencia paterna de la novia. El gran duque Miguel fue privado de su rango militar y de su posición como ayudante en la Corte Imperial. También se le prohibió volver a Rusia de por vida. Cuando su madre se enteró de su matrimonio morganático, se desmayó por el shock y se fue en tren a Crimea para recuperarse, pero luego tuvo un ataque al corazón y murió, por lo que Miguel fue culpado. No se le permitió asistir al funeral de su madre.

## El exilio
A causa de su matrimonio morganático, el gran duque Miguel pasaría el resto de su vida viviendo en el exilio en Inglaterra, Francia y Alemania. A su esposa se le concedió el título de condesa de Torby por su primo, el gran duque Adolfo de Luxemburgo. La pareja vivió inicialmente en Wiesbaden, donde los antepasados de Sofía, una vez reinaron. Dos de sus tres hijos nacieron allí. En 1899, se estableció de manera más permanente en Cannes donde tenían una villa, llamada Kazbek, en memoria de una montaña en Georgia. Vivían cómodamente. Cinco lacayos, un mayordomo, un ayudante de cámara, una doncella, una institutriz, una dama para el cuarto de los niños y seis chefs, los asistieron. Miguel tenía este estilo de vida por ser el dueño de la fábrica cerca de Borjomi (Georgia) que embotellaba agua mineral. El gran duque estuvo involucrado en la construcción de la iglesia rusa en Cannes y en la colocación de las piedras angulares de hoteles y casinos de la zona. Fue un excelente jugador de golf y ofrecía fiestas con su esposa. Se convirtieron en figuras prominentes en el escenario internacional en la Riviera francesa, donde el gran duque llegó a ser conocido como el "rey sin corona de Cannes".

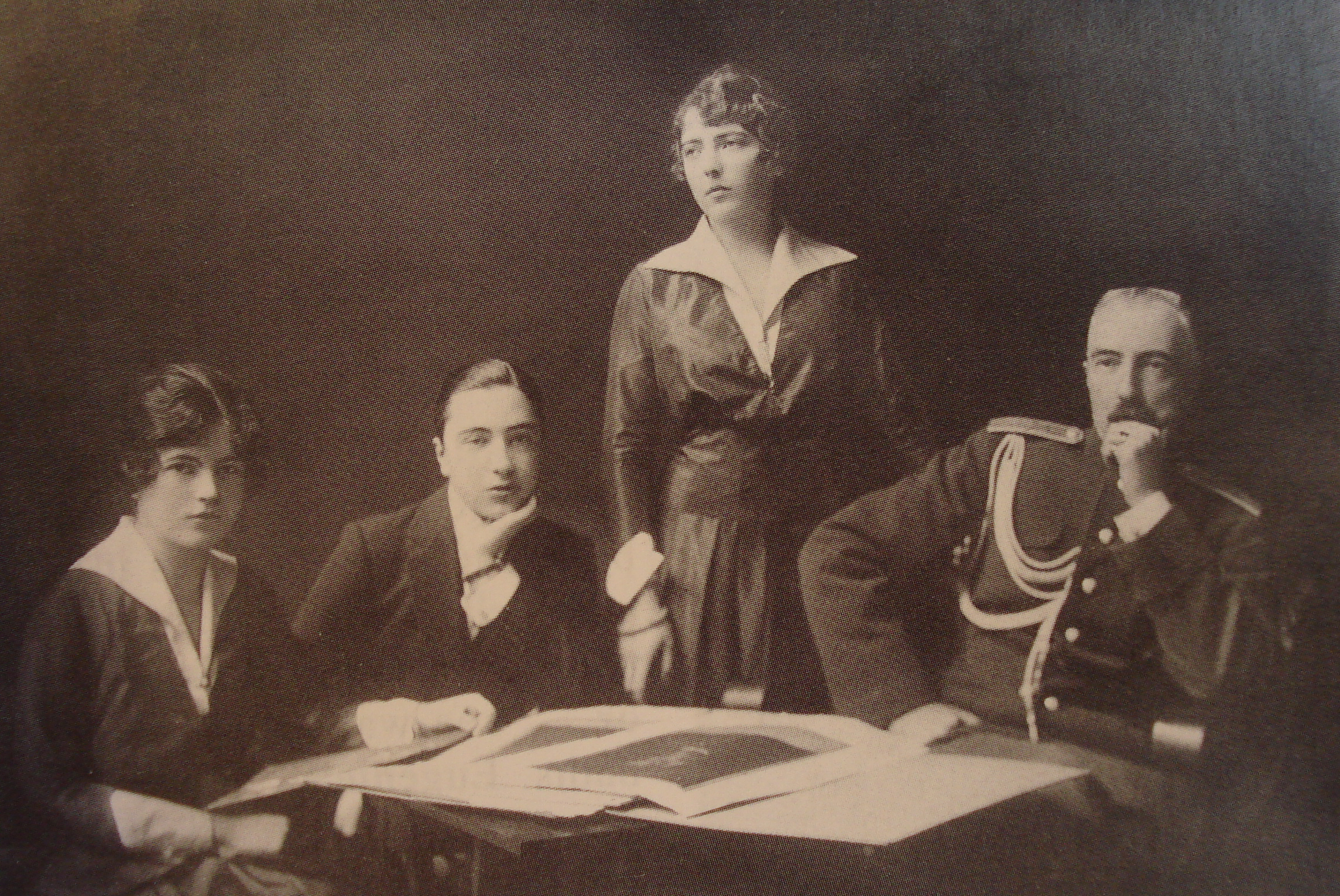
El gran duque Miguel Mijáilovich con sus hijos.

La familia mantiene sus contactos en la sociedad inglesa, apareciendo en la revista Country Life en 1899. En 1900, el gran duque comenzó a alquilar Keele Hall, una casa señorial en Staffordshire, a pocos kilómetros de Newcastle-under-Lyme. Durante los diez años que vivió allí, entró en la sociedad nacional. Miguel estaba muy contento cuando el Ayuntamiento de Newcastle-under-Lyme le confirió la distinción de Lord Alto administrador de la ciudad. También era un visitante frecuente de North Berwick, una localidad costera de Escocia. En julio de 1901, el rey Eduardo VII del Reino Unido le nombró caballero gran cruz de honor de la Real Orden Victoriana, la orden de la casa de la familia real.
Parte del año lo pasaba en su casa de campo en el sur de Francia. El gran duque fue el fundador y presidente del club de golf de Cannes, donde jugaba a menudo durante la temporada de invierno. En el sur de Francia, por lo general se reunía con sus familiares, en especial con su hermana Anastasia, que era dueña de una casa cercana. En 1903, el padre de Miguel tuvo un derrame cerebral y fue trasladado a Cannes. El viejo gran duque se quedó prendado de su nuera y sus nietos Torby. La presencia del padre de Miguel, trajo con frecuencia también a su hermano Alejandro y a su familia a Cannes, los cuales más tarde fueron seguidos por otros grandes duques. Socializó con otros miembros de la realeza que también se alojaban en la Riviera.
Durante la guerra ruso-japonesa, Miguel organizó un hospital por oficiales rusos heridos. Fue en esta época que se afeitó la barba y dejó de teñirse el cabello. Fue descrito como un autócrata nacido, de una sola disposición y un rigorista del protocolo.
En 1908, Miguel publicó una novela, Never Say Die, sobre un matrimonio morganático, escrito en resentimiento por no poder volver a Rusia. En el prefacio escribió: "Pertenecer, como yo, a la Sangre Imperial, y ser miembro de una de las casas reinantes, me gustaría demostrar al mundo lo equivocado que está en el pensamiento —que la mayoría de la humanidad tiende a hacer— de que somos los seres más felices en esta tierra. No hay duda de que estamos bien situados, pero la riqueza es la única felicidad del mundo?."
Si bien se mantuvo "dedicado" a Sofía, Miguel sin embargo a menudo se enamoró de chicas guapas.
A la muerte de su padre en Cannes el 18 de diciembre de 1909, a Miguel se le permitió ir a Rusia para el funeral; sin embargo, su esposa se negó a ir con él ya que todavía se resentía de los insultos que habían estropeado su matrimonio tantos años antes.
Después de salir de Keele, el gran duque se trasladó con su familia a Hampstead en 1909, tomando un largo contrato de arrendamiento de Kenwood House, una casa de campo propiedad del conde de Mansfield, con vistas al Hampstead Heath de Londres. Miguel se convirtió en el presidente del Hospital General de Hampstead, a la que donó una ambulancia, así como Presidente de la Sociedad de Arte de Hampstead. Vivían en todo su esplendor, disfrutando de un lugar privilegiado en la sociedad inglesa. Todos los años, el gran duque Miguel y su esposa visitaban a Eduardo VII en el castillo de Windsor o en Sandringham House y asistían a almuerzos en el palacio de Buckingham.
Después de la muerte de Eduardo VII, el gran duque Miguel, empujado por su esposa, trató en vano de obtener un título inglés para ella. En 1912, el rey Jorge V del Reino Unido le escribió a Nicolás II de Rusia sobre "que bueno engañar a Miguel, que estoy seguro de que te aburre con tantas quejas como él me lo hace." Nicolás había escrito a Jorge para decirle que el gran duque Miguel había pedido permiso para que su esposa pudiera aceptar un título británico y que le había dado su consentimiento, sujeto por supuesto a un acuerdo con Jorge. En su respuesta, Jorge señaló "yo no tengo el poder para otorgar un título en Inglaterra a un súbdito extranjero y aún más imposible en el caso de un gran duque ruso." Aceptando con tristeza que el gran duque era valiente por hacer una solicitud formal para el título de su esposa, Jorge añadió que "yo no espero nuestra entrevista con ningún placer, ya que me temo que no tengo más alternativa que negarme a su petición ".
No solo no consiguió un título para Sofía, sino que la posición de la pareja en la sociedad inglesa fue amenazada cuando en el mismo año, el gran duque Miguel Aleksándrovich de Rusia, el hermano menor de Nicolás II, eligió Inglaterra durante su exilio después de también contraer un matrimonio morganático. La llegada a Inglaterra de otro y de mayor jerarquía gran duque, ofreció un incómodo recordatorio del escándalo que en otro tiempo habían unido a Miguel y su esposa. Como resultado, ellos nunca recibieron a los recién llegados a Kenwood. Su negativa a abrir sus puertas a la pareja hizo que muchos otros en la sociedad inglesa siguieran el ejemplo, con el resultado de que el gran duque Miguel Aleksándrovich y su esposa fueron efectivamente marginados.
En septiembre de 1912, se le autorizó volver a Rusia para la conmemoración de la batalla de Borodinó. En esa ocasión, el gran duque fue restablecido en sus honores militares y promovido al grado de coronel honorario del 49.º Regimiento de Brest.

## Últimos años
Durante la Primera Guerra Mundial, Miguel fue nombrado presidente de la comisión para consolidar los pedidos rusos en el extranjero, pero se le negó el permiso para regresar a Rusia y servir en sus fuerzas armadas. Tratando de ayudar a su país, él actuó como un agente para préstamos rusos en Francia. El 31 de octubre de 1916, el gran duque escribió al zar Nicolás II advirtiéndole que los agentes secretos británicos en Rusia esperaban una revolución, y que debían de satisfacerse las justas demandas que el pueblo exigía antes de que fuera demasiado tarde. Fragmentos de la correspondencia de Miguel en francés con el emperador durante su exilio se han publicado (normalmente suplicando al zar por dinero).
La guerra terminó, y después de la revolución rusa, la situación financiera del gran duque se deterioró. Perdió una buena parte de su dinero, que estaba invertida en la fortuna de los Románov. Tuvo que mudarse a una casa más modesta en 3 Cambridge Gate, Regent Park. Sin embargo, el rey Jorge V y la reina María lo ayudaron con 10 000 libras.
En 1916, su hija menor, Nadejda (Nada) se casó con el príncipe Jorge de Battenberg, hijo mayor del príncipe Luis de Battenberg y de la nieta de la reina Victoria, la princesa Victoria de Hesse-Darmstadt. La familia Battenberg fue a su vez producto de un matrimonio morganático, pero a cuyos miembros se le había permitido usar el estilo Su Alteza Serenísima. Un año después de la boda de Nadejda y Jorge, sin embargo, las ramas inglesas de la familia Battenberg renunciaron a su título de príncipe, y el príncipe Jorge, que finalmente se convertiría en segundo marqués de Milford Haven, tomó el apellido Mountbatten y llevó el título de cortesía de conde, su esposa, fue conocida como la condesa de Medina.
Anastasia (Zia), la hija mayor, en 1917 se casó con Sir Harold Augusto Wernher, produciendo su propio título condal al aceptar el estilo y rango de la hija de un conde. Wernher, siendo muy rico, proporcionó apoyo financiero sustancial para sus suegros, aliviando la pérdida de ingresos de bienes imperiales de Miguel.
Su hijo, Miguel, conde de Torby (conocido como Boy Torby) perdió su empleo y se fue a vivir con ellos, pero la relación fue difícil, sobre todo porque Boy sufrió una forma recurrente de depresión. Entre estos episodios fue pintor de algunos logros. Una vez que la Primera Guerra Mundial hubo terminado, Miguel y su esposa regresaron a Cannes después de seis años. Después que llegó la noticia de los asesinatos de tantos parientes cercanos, mucha gente pensó que Miguel se convirtió en desequilibrado. Se había convertido en un hombre mal humorado y grosero con los criados, provocando una gran aflicción para su esposa.
En 1925, el gran duque se había vuelto tan problemático que su yerno, Harold, lo consideró como "perfectamente loco". El 4 de septiembre de 1927, su esposa murió, a la edad de cincuenta y nueve años. El rey Jorge V le escribió una carta de pésame y el príncipe de Gales asistió a su funeral. Para noviembre, de acuerdo con Harold, el gran duque volvió a portarse bien, como ya no tenía a su esposa para discutir. Le sobrevivió con menos de dos años. Miguel contrajo la gripe y murió en Londres el 26 de abril de 1929, a los sesenta y siete años. Fue enterrado junto a su esposa en el cementerio de Hampstead.

## Descendencia
Del matrimonio nacieron tres hijos:
1. Anastasia Mijáilovna de Torby (1892-1977), se casó en Londres el 20 de julio de 1917 con Sir Harold Augusto Wernher (1893-1973). Tuvieron un hijo y dos hijas. Nietos de hoy de Zia, incluyen a las duquesas de Abercorn y Westminster.
2. Nadejda Mijáilovna de Torby (1896-1963), casada el 15 de noviembre de 1916 con Jorge Mountbatten, marqués de Milford Haven (hijo de Luis de Battenberg (Mountbatten), 1.er marqués de Milford Haven y de Victoria de Hesse-Darmstadt). Tuvieron una hija, Lady Tatiana Elizabeth Mountbatten, y un hijo David Mountbatten, 3.er marqués de Milford Haven.
3. Miguel Mijáilovich de Torby (1898-1959), conde de Torby. Adquirió la nacionalidad británica en noviembre de 1938.[26]